# Thập niên 1810
Thập niên 1810 là thập niên diễn ra từ năm 1810 đến 1819.